# Blanktjärnen (Särna socken, Dalarna)
Blanktjärnen är en sjö i Älvdalens kommun i Dalarna och ingår i Dalälvens huvudavrinningsområde.